# Domantas Šeškus
Domantas Šeškus (Prienai, 2 dicembre 1992) è un cestista lituano.
È il figlio dell'allenatore Virginijus Šeškus.

## Palmarès
- Coppa di Lituania: 2

Prienai: 2013, 2014
- Lega Baltica: 1

Prienai: 2016-17